# Tea Party Patriots
Tea Party Patriots es una organización política de derecha estadounidense fundada en 2009 como parte del movimiento Tea Party. Es conocida por organizar la oposición ciudadana a la Ley del Cuidado de Salud a Bajo Precio durante la presidencia de Barack Obama, y luego por apoyar la presidencia de Donald Trump.
En 2020, Tea Party Patriots organizó y financió el evento de America's Frontline Doctors que promovió el uso de la droga hidroxicloroquina como una «cura» no probada para COVID-19. En 2021, Tea Party Patriots estaba entre los 11 grupos que figuran en el sitio web de la «March to Save America» («Marcha para salvar a los Estados Unidos»), la manifestación pro-Trump que llevó al asalto al Capitolio.

## Historia

### Era Obama (2009-2017)
A Rick Santelli, editor de la cadena CNBC Business News, se le atribuye ser un catalizador en la formación inicial del movimiento Tea Party a través de una declaración que hizo el 19 de febrero de 2009.
La organización fue fundada por Jenny Beth Martin, Mark Meckler y Amy Kremer en marzo de 2009.
Tea Party Patriots fue copatrocinador de la Taxpayer March («Marcha del contribuyente») o 9/12 March («Marcha del 12 de septiembre») en Washington D. C., pero se negó a participar en la Convención Nacional del Tea Party. Tea Party Patriots es más notable por organizar la oposición ciudadana en las reuniones estilo ayuntamiento de salud de 2009.
En 2010, Tea Party Patriots estaba entre los 12 grupos más influyentes en el movimiento Tea Party según el National Journal, y entre los cinco primeros según The Washington Post. En septiembre de 2010, el grupo anunció que había recibido una donación de $ 1 millón de un donante anónimo. El dinero se distribuyó a sus grupos afiliados y debía gastarse antes del día de las elecciones ese año, aunque no se podía utilizar para apoyar directamente a ningún candidato. En 2010, el grupo supuestamente incluía más de 2200 capítulos locales.
En 2012, el grupo junto con la Conferencia de Liderazgo Republicano del Sur organizaron un debate primario presidencial que se transmitió en CNN.
Junto con varias otras organizaciones conservadoras y libertarias, los Tea Party Patriots desarrollaron Contract from America («Contrato de los Estados Unidos») que hacía eco del Contract with America («Contrato con los Estados Unidos») de 1994 que establecía algunos de los principios básicos y varios objetivos específicos compartidos por organizaciones e individuos involucrados con el movimiento Tea Party.
En julio de 2012, el capítulo de Atlanta del grupo se asoció con el Sierra Club y la NAACP para derrotar un impuesto de tránsito propuesto en Atlanta. El referéndum fue derrotado por un margen del 63 por ciento.

### Era Trump (2017-2021)
En medio de la pandemia de COVID-19 en los Estados Unidos, se informó que Tea Party Patriots ayudaron en los esfuerzos de cabildeo de los hospitales contra las restricciones sobre cirugías y procedimientos electivos.

#### Evento de America's Frontline Doctors
El 27 de julio de 2020, en medio de la pandemia de COVID-19, Tea Party Patriots organizaron y financiaron una conferencia de prensa en Washington D. C., en la que presentaron a America's Frontline Doctors, un grupo fundado por la doctora Simone Gold que promueve consejos médicos engañosos y erróneos sobre la pandemia de COVID-19. El video de la conferencia de prensa, publicado por Breitbart News, fue promovido por el presidente Donald Trump y visto millones de veces antes de ser eliminado por Facebook, YouTube y Twitter por difundir información errónea.

#### March to Save America
Los Tea Party Patriots se encontraban entre los 11 grupos que figuran en el sitio web de March to Save America («Marcha para salvar a los Estados Unidos»), la manifestación a favor de Trump en 2021 que luego desembocó en el asalto al Capitolio.

## Finanzas
La organización está dirigida con la ayuda de FreedomWorks, una organización conservadora sin fines de lucro.
Una investigación de 2011 de la revista Mother Jones alegó que la organización Tea Party Patriots estaba usando su estado 501(c)(4) para evitar revelar sus gastos tanto al Servicio de Impuestos Internos como a los contribuyentes locales. La revista informó que cuando los grupos locales del Tea Party presionaron para obtener más detalles sobre los gastos del grupo, fueron removidos de la organización paraguas y amenazados con acciones legales. La revista informó que Tea Party Patriots «ha comenzado a parecerse a las operaciones de cabildeo de Beltway que sus miembros han denunciado».
En 2014, The Washington Post informó que la presidenta de los Tea Party Patriots, Jenny Beth Martin, recibía dos salarios de la organización: una tarifa mensual de $ 15 000 por consultoría estratégica y un salario de $ 272 000 como presidente, con una compensación anual total de más de $ 450 000.
Richard Uihlein, director ejecutivo de la compañía de suministros comerciales Uline, donó un total de casi $ 4,3 millones en los cinco años hasta 2020 al Tea Party Patriots Citizens Fund, el comité de acción política del grupo.